# Achatina fulica
Achatina fulica е вид едро сухоземно коремоного мекотело от семейство Achatinidae. Видът живее при различни местообитания и е вредител в селското стопанство и междинен гостоприемник на различни паразитни видове червеи. Интродуциран е на много места по света и е изключително инвазивен. Поради тази си особеност е включен сред стоте най-инвазивни вида животни в света.

## Разпространение
Видът е с произход от Източна Африка, но днес е широко разпространен по света в местообитания с различни условия на живот от тези в страните на произход. Разпространението му се дължи на човешката дейност.
Видът е бил пренесен в Китай още през 1931 г. като се предполага, че основна точка от, където се е разпространил в тази част на света е пристанищния град Сямен. Видът е установен на контролираните от Тайван острови Пратас, както и в Индия и много острови от Тихи и Индийски океан както и на редица Антилски острови. В САЩ е интродуциран на Хавай и във Флорида.
Навсякъде, където видът е интродуциран е оказал сериозна вреда на селскостопанските култури като вредител и е въздействал на разпространението на местни ендемични видове мекотели.

## Подвидове
- Achatina fulica hamillei Petit, 1859[3]
- Achatina fulica rodatzi Dunker, 1852
- Achatina fulica sinistrosa Grateloup, 1840
- Achatina fulica umbilicata Nevill, 1879

## Описание
Охлювът е едър и достига дължина от 15 – 20 cm. Раковината е конична и предимно завита обратно на часовниковата стрелка въпреки че и обратното навиване е широко разпространено. Възрастните индивиди имат по 7 до 9 извивки. Цветът и зависи от наследствеността като обикновено е кафеникава с различни по дължина и дебелина черни ивици. С напредване на възрастта придобива зеленикав оттенък.

## Поведение
Achatina fulica е тревопасен вид, който консумира широка гама от растителни видове, плодове и зеленчуци. Понякога са наблюдавани да ядат пясък, много малки камъни, кости от трупове и други източници на калций за раковината. В редки случаи се проявяват и признаци на канибализъм. В случаите, когато се отглеждат като домашни любимци могат да консумират зърнени храни, бисквити и фуражи за птици.
Активни са предимно нощем, когато влажността на въздуха е по-голяма. През деня се прикриват на сянка или заравят в земята като се активизират около два часа след залез. При представителите на вида е доказана наличието на дълговременна памет. Охлювите могат да запомнят за около час наличието на храна на дадено място и да се върнат отново при нея. Младите индивиди са по-подвижни и са способни да преодоляват големи разстояния като извършват своеобразни миграции. Обикновено на сутринта те не се връщат на мястото, от което са тръгнали след залез. Не така обаче е при възрастните индивиди. Те се прикриват на дадено място през деня като през нощта се придвижват в радиус не повече от пет метра.

## Жизнен цикъл
Видът е хермафродитен. При ниска плътност на популацията е възможно да се самооплождат, но това се проявява доста рядко. Обикновено по-едрите индивиди продуцират яйца поради нуждата от набавянето на повече енергия за тях. Ето защо при чифтосването обикновено по-дребните охлюви отделят сперматозоиди, а по-едрите от чифтосващата се двойка ги приемат за да бъдат оплодени яйцата, които носят. Сперматозоидите могат да бъдат активни и да оплождат яйцата до две години след чифтосване. Снасят от 200 до 300 яйца, 5 – 6 пъти годишно. Яйцето е с размер 4,5 – 5,5 mm, а формата му наподобява тази на кокошото яйце. Развитието на ембриона е при оптимална температура от 24 °C и продължава от няколко часа до 17 дни. След излюпването си първо консумират остатъка от своето яйце. Полова зрялост настъпва на 6 – 15 месеца и зависи от климата. Живеят до 5 – 6 и дори до 10 години. Нарастват активно до двегодишна възраст, след което скоростта на растежа им се забавя.

## Като вредител
На много места охлювът е вредител на селското стопанство и домакинствата с възможност за предаване на патогенни за здравето на хора, животни и селскостопански растителни култури. В дивата природа този вид често е преносител на паразитния нематода Angiostrongylus cantonensis, който може да е причина за появата на много сериозна форма на менингит при хората. Причината за възникването му се дължи на консумацията на суров или недоизпечен или сварен охлюв.
В някои региони са полагани усилия за насърчаване на консумацията на вида с цел намаляване на популацията му. Въпреки това, насърчаването може да доведе до спорен ефект поради умишленото разпространение на охлюва от населението.
Един особено катастрофален опит за биологичен контрол върху този вид е описан на островите от Южния Пасифик. Видът е донесен като резервна храна за американската армия по време на Втората световна война. Охлювите избягали и се разпространили масово. С цел да се намали популацията на вида е внесен хищния охлюв Euglandina rosea. Вместо обаче да консумира вредителите хищниците са се насочили към местните видове от род Partula, което довело до загубата на повечето местни ендемични видове и то в рамките само на едно десетилетие.
Achatina fulica е преносител или междинен гостоприемник на редица паразити като:
- Aelurostrongylus abstrusus[11]
- Angiostrongylus cantonensis[11]
- Angiostrongylus costaricensis[11]
- Schistosoma mansoni[12]
- Trichuris spp.[12]
- Hymenolepis spp.[12]
- Strongyloides spp.[12]